# Укротяване на опърничавата
Вижте пояснителната страница за други значения на Укротяване на опърничавата.
„Укротяване на опърничавата“ (на английски: The Taming of the Shrew) е комедия от Уилям Шекспир. Тя е една от неговите първи пиеси и вероятно е написана между 1592 и 1594 г., като точната година не е определена.
Пиесата многократно е адаптирана за радио, телевизия и кино. Една от най-известните филмови адаптации е на Франко Дзефирели от 1967 г. с участието на Елизабет Тейлър и Ричард Бъртън в главните роли – на опърничавата Катарина и Петручо, който я „укротява“ като се жени за нея.

## Действащи лица
- Катрина (Кейт) Минола – „опърничавата“ от заглавието;
- Бианка Минола – сестра на Катерина;
- Баптиста Минола – баща на Катерина и Бианка;
- Петручио – млад веронец, жених на Катерина;
- Лученцио – млад пизанец, влюбен в Бианка;
- Гремио – стар падуански гражданин, кандидат за Бианка;
- Хортензио – млад падуански гражданин, приятел на Петручио и кандидат за Бианка;
- Винченцио – заможен пизански гражданин, баща на Лученцио;
- Транио – слуга на Лученцио;
- Биондело – слуга на Лученцио;
- Грумио – слуга на Петручио;
- Къртис – слуга на Петручио;
- Странстващ учител;
- Вдовица – ухажвана от Хортензио;
- Педант – се преструва на Винченцио;
- Кристофър Слай – медникар, тенекиджия;
- Лорд – шега на Слай;
- Кръчмарка;
- Паж, ловци, шивач, шапкар, слуги от домовете на Баптиста, страж и др.

## Сюжет
Красивата Бианка привлича мъжките погледи, а кандидатите за ръката ѝ са неизброими. Баща ѝ обаче отклонява всички предложения с мотива, че иска да се омъжи първо по-голямата ѝ сестра – опърничевата Катрин. И въпреки че кандидат и за нея се намира, Катрин съвсем не е сговорчива в отговор на ухажването му. Когато сватбата все пак става факт, на Катрин ѝ предстои да опита от съпруга си собственото си поведение от периода на ухажването. След много перипетии Лученцо – влюбеният кандидат на Бианка – най-после успява да получи ръката ѝ. Двамата са щастливи, а съпругът на Катрин – Петручио вече има най-покорната жена.

## Място на действието
Действието се развива в графство Уорик в увода, а после в Падуа и извънградският дом на Петручио.

## Издания на пиесата

### Издания на английски
- The Taming of the Shrew.   Basingstoke, Macmillan, 2010. ISBN 978-0-230-27207-1.
- The Taming of the Shrew.   London, Methuen, 1904.
- The Riverside Shakespeare. Second.   Boston, Houghton Mifflin, 1997, [1974]. ISBN 978-0-395-75490-0.
- The Norton Shakespeare: Based on the Oxford Shakespeare. Second.   London, Norton, 2008, [1997]. ISBN 978-0-393-11135-4.
- The Taming of the Shrew. Second Revised.   New York, New American Library, 1998, [1966]. ISBN 978-0-451-52679-3.
- The Taming of the Shrew.   London, Penguin, 1968. ISBN 978-0-14-070710-6.
- The Taming of the Shrew.   London, Methuen, 2010. ISBN 978-1-903436-93-6.
- The Taming of the Shrew. Revised.   London, Penguin, 1978, [1964]. ISBN 978-0-14-071425-8.
- The Taming of the Shrew.   London, Penguin, 2006. ISBN 978-0-14-101551-4.
- The Taming of a Shrew: The 1594 Quarto.   Cambridge, Cambridge University Press, 1998. ISBN 978-0-521-08796-4.
- The Taming of the Shrew.   London, Methuen, 1981. ISBN 978-1-903436-10-3.
- The Taming of the Shrew.   Oxford, Oxford University Press, 1982. ISBN 978-0-19-953652-8.
- The Taming of a Shrew.   London, Penguin, 2000. ISBN 978-0-14-071451-7.
- The Taming of the Shrew. 2nd.   Cambridge, Cambridge University Press, 1953, [1928]. ISBN 978-1-108-00604-0.
- The Taming of the Shrew.   Cambridge, Cambridge University Press, 2002. ISBN 978-0-521-66741-8.
- The Taming of the Shrew. Revised.   Cambridge, Cambridge University Press, 2003, [1984]. ISBN 9789812836540.
- The Oxford Shakespeare: The Complete Works. 2nd.   Oxford, Oxford University Press, 2005, [1986]. ISBN 978-0-19-926718-7.
- The Taming of the Shrew.   Washington, Simon & Schuster, 2004. ISBN 978-0-7434-7757-4.